# Katastrofa lotu BOAC 712
Katastrofa lotu BOAC 712 wydarzyła się 8 kwietnia 1968 roku. W samolocie Boeing 707-465 chwilę po starcie z pasa startowego 28L na londyńskim lotnisku Heathrow eksplodował silnik. Załoga postanowiła zawrócić i awaryjnie wylądować na lotnisku Heathrow.

## Samolot
Samolot, który rozbił się posiadał znaki rejestracyjne G-ARWE. Samolot oblatano 27 czerwca 1962 roku. Samolot pierwotnie miał trafić do linii lotniczych Cunard Eagle Airways, jednak sprzedano go liniom BOAC. Dostarczono go do właściciela 7 lipca 1962 roku. 27 listopada 1967 roku maszyna podczas startu z lotniska w Honolulu doznała awarii silnika. Samolot do czasu katastrofy wylatał 20 870 godzin lotu.

## Przebieg wydarzeń
Pogodnym wiosennym popołudniem samolot Boeing 707 ze 116 pasażerami wraz z 16 członkami załogi przygotowywał się do startu z londyńskiego lotniska Heathrow do Sydney przez Zurych i Singapur. Przy starcie z pasa 28L (o długości 2700 metrów) eksplodował silnik. Na pokładzie najprawdopodobniej przez przypadek wyłączono sygnalizację pożaru. Załoga przed obawą wybuchu samolotu zdecydowała się zawrócić i awaryjnie wylądować na lotnisku Heathrow. Po locie trwającym 3 minuty 32 sekundy samolot wylądował na pasie 05R, jednak pas ten był za krótki, aby samolot mógł się bezpiecznie zatrzymać. Samolot wyjechał 400 metrów poza pas startowy. Chwilę po zatrzymaniu rozpoczęto akcję ewakuacyjną. W pożarze samolotu zginęło 5 pasażerów, a 38 zostało rannych. Katastrofę przeżyły 122 osoby.